# Торжественные и церемониальные марши
«Торжественные и церемониальные марши», op.39 (англ. Pomp and Circumstance Marches) — сборник маршей для оркестра, написанных английским композитором Эдуардом Элгаром.

## Название
Заглавие цикла взято из пьесы Шекспира «Отелло»:
Farewell the neighing steed and the shrill trump,
The spirit-stirring drum, th'ear-piercing fife,
The royal banner, and all quality,
Pride, pomp, and circumstance of glorious war!Шекспир, «Отелло», Акт 3, Сцена 3

## Марши
Сборник состоит из 5 маршей:
- Марш № 1 ре мажор (1901)
- Марш № 2 ля минор (1901)
- Марш № 3 до минор (1904)
- Марш № 4 соль мажор (1907)
- Марш № 5 до мажор (1930)

Шестой марш соль минор сохранился в виде эскизов. Его дописал английский композитор Энтони Пейн в 2005-2006 годах. Длительность каждого марша примерно по 5 минут. Каждый из них посвящён определенному другу Элгара.
Марш № 1 является самым известным в цикле. Он исполняется в последнюю ночь на заключительном концерте BBC Proms. Отрывок из этого марша, известный в США под названием «Выпускной марш» (англ. The Graduation Song), повсеместно используется там на церемониях вручения дипломов в школах и университетах.
Марш № 4 является одним из маршей британского Парашютного полка.